# Neoneurus armatus
Neoneurus armatus är en stekelart som beskrevs av Vladimir Ivanovich Tobias 1977. Neoneurus armatus ingår i släktet Neoneurus och familjen bracksteklar. Inga underarter finns listade i Catalogue of Life.